# Kep
Kep hay Kaeb (tiếng Khmer: កែប, n.đ. 'yên ngựa') là tỉnh nhỏ nhất của Campuchia, với diện tích chỉ 336 km² và dân số 40.280 người vào năm 2008. Kep cùng với Pailin, Preah Sihanouk và Tboung Khmum là những tỉnh mới nhất của Campuchia theo Sắc lệnh Hoàng gia ngày 22/11/2008, chuyển Thành phố trực thuộc trung ương Kep thành tỉnh Kep cũng như điều chỉnh địa giới của một số tỉnh , vùng đất này còn được gọi là Quảng Biên trong lịch sử Việt Nam thời kỳ nhà Nguyễn.
Kep có 2 quận, cách biên giới Việt Nam vài km.

## Lịch sử
Vào thời nhà Nguyễn Việt Nam, Kep thuộc phủ Quảng Biên (tên chữ Hán 廣邊, phủ lỵ đặt tại đây) của tỉnh Hà Tiên.
Theo Đại Nam nhất thống chí: Ở phía tây bắc huyện Hà Châu tỉnh Hà Tiên, cách huyện này 20 dặm ta, giáp với phủ cũ Quảng Biên có núi Bạch Mã (白馬山) dài rộng bao la với rừng hoang vắng. Năm Minh Mạng thứ 15 (1834), nhà Nguyễn lấy đất Cần Bột (Kampot), Hương Úc (香墺, Kampong Som tức Sihanoukville) đặt làm các phủ Quảng Biên và Khai Biên. Năm 1837, lại giáng phủ Khai Biên xuống thành huyện và đặt thêm huyện Kim Trường (sau là Vĩnh Trường), các huyện này đều thuộc phủ Quảng Biên tỉnh Hà Tiên nhà Nguyễn.
Theo Lịch sử khẩn hoang miền Nam của Sơn Nam: Tháng 2 năm 1842, quân Xiêm lại tăng cường hải quân, đến gần Cần Vọt (Quảng Biên, Kampot), rồi kéo tới Bạch Mã (Kép) với ý định chiếm Lư Khê (Rạch Vược, phía Nam Hà Tiên) và chiếm Tô Môn (cửa Đông Hồ, bên cạnh núi Tô Châu) để bao vây Hà Tiên. Xiêm kéo mấy vạn binh tràn vùng kênh Vĩnh Tế, quân Việt chống đỡ không kịp. Cánh quân chánh của Xiêm đánh từ bờ biển vịnh Xiêm La qua theo đường Hà Tiên, chớ không từ Nam Vang mà thọc xuống theo sông Tiền như mấy lần trước.
Diện tích: 336 km², dân số: 28.660 người, mật độ dân số: 85,3 người/km².
Kep có một thời nổi tiếng là nơi nghỉ mát miền biển của Campuchia nhưng sau đã suy tàn vì thiếu tu sửa. Nhiều biệt thự ở Kep bị bỏ hoang chỉ còn chút dư hương thời vàng son. Dọc bờ biển có con đường rộng rãi cho khách đi dạo hóng mát, bố trí những pho tượng lớn nhưng lạc lõng vô vị. Trước kia quốc vương Campuchia có cho xây biệt cung nhìn ra biển nhưng nay cũng bỏ trống không.
Kep có đường tốt tráng nhựa đi Kampot.
Bãi biển ở Kep thường là bãi tràm ngập hay sỏi đá chứ không có cát trắng như Sihanoukville. Tuy nhiên cách Kep chỉ một chuyến đò là đảo Thỏ.
Gần đây thị xã Kep có vẻ hồi sinh với một số nhà nghỉ mát cùng những khách sạn hạng sang được xây cất. Đặc sản Kep là đồ biển, vừa ngon lại rẻ. Hấp dẫn nhất là món cua.
Các quận:
- 2301 Damnak Chang'aeur
- 2302 Kep

## Ảnh

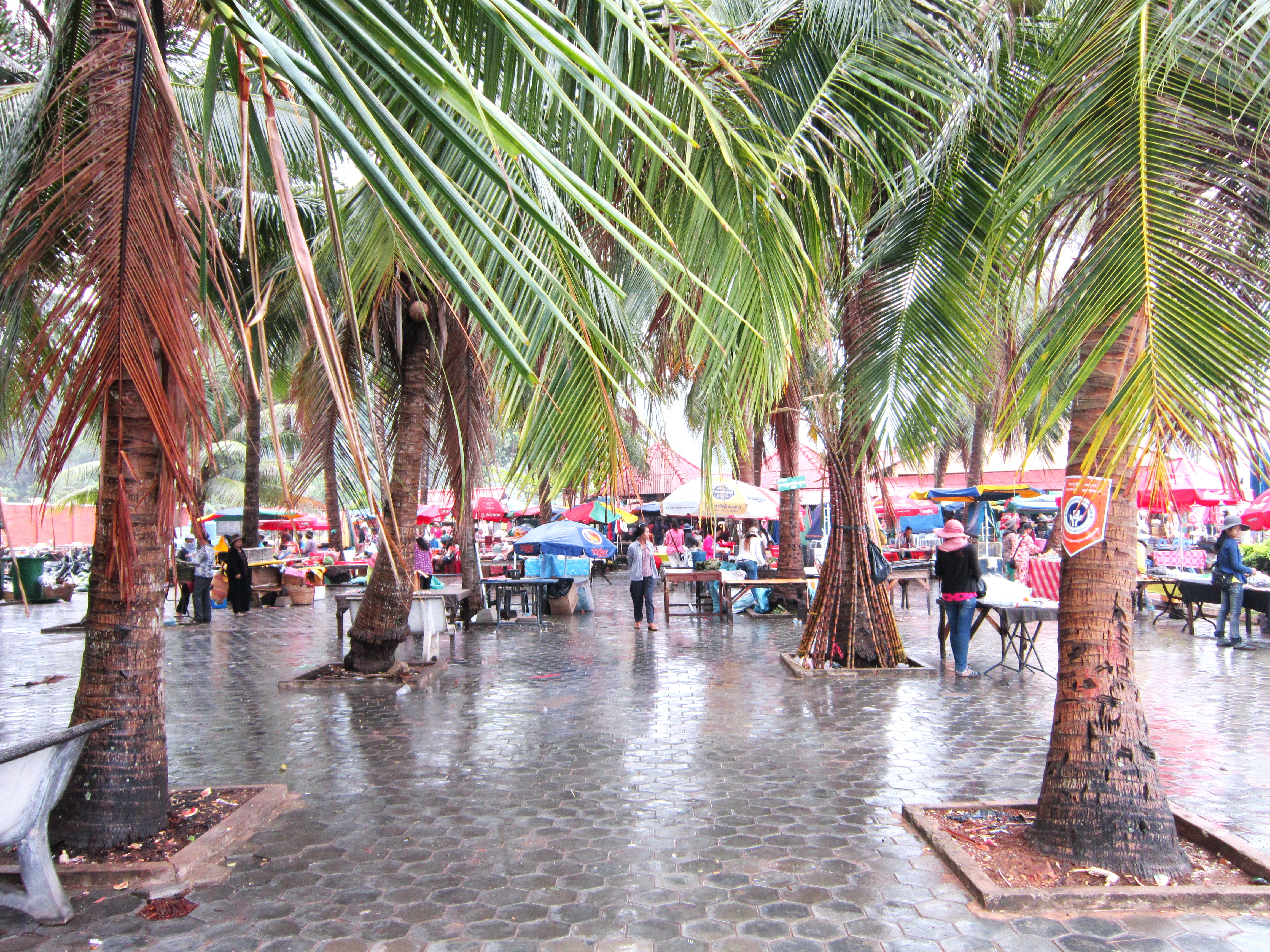
Chợ bán hải sản (nhiều nhất là cua, ghẹ) ở gần biển Kep.
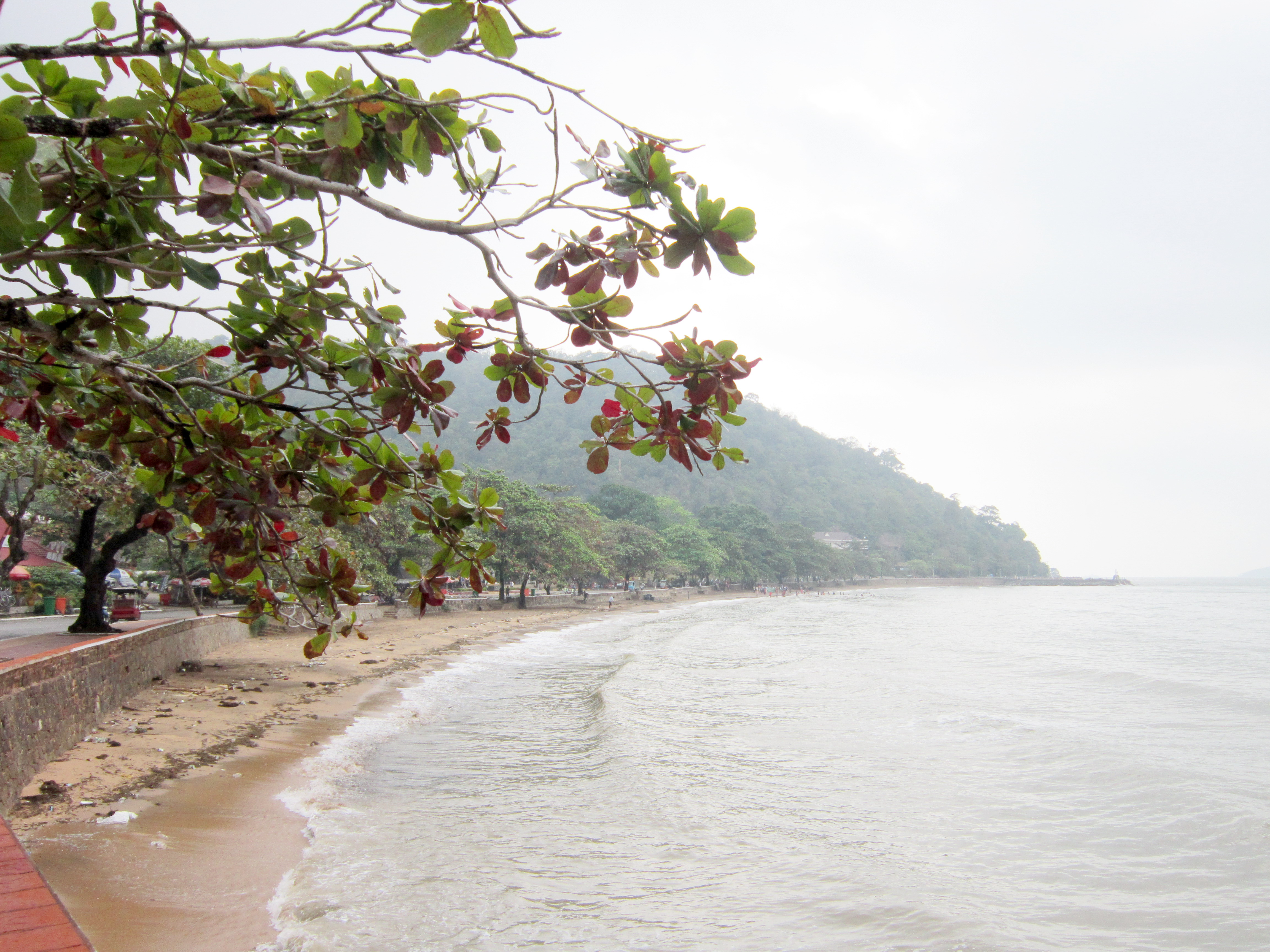
Biển Kep.
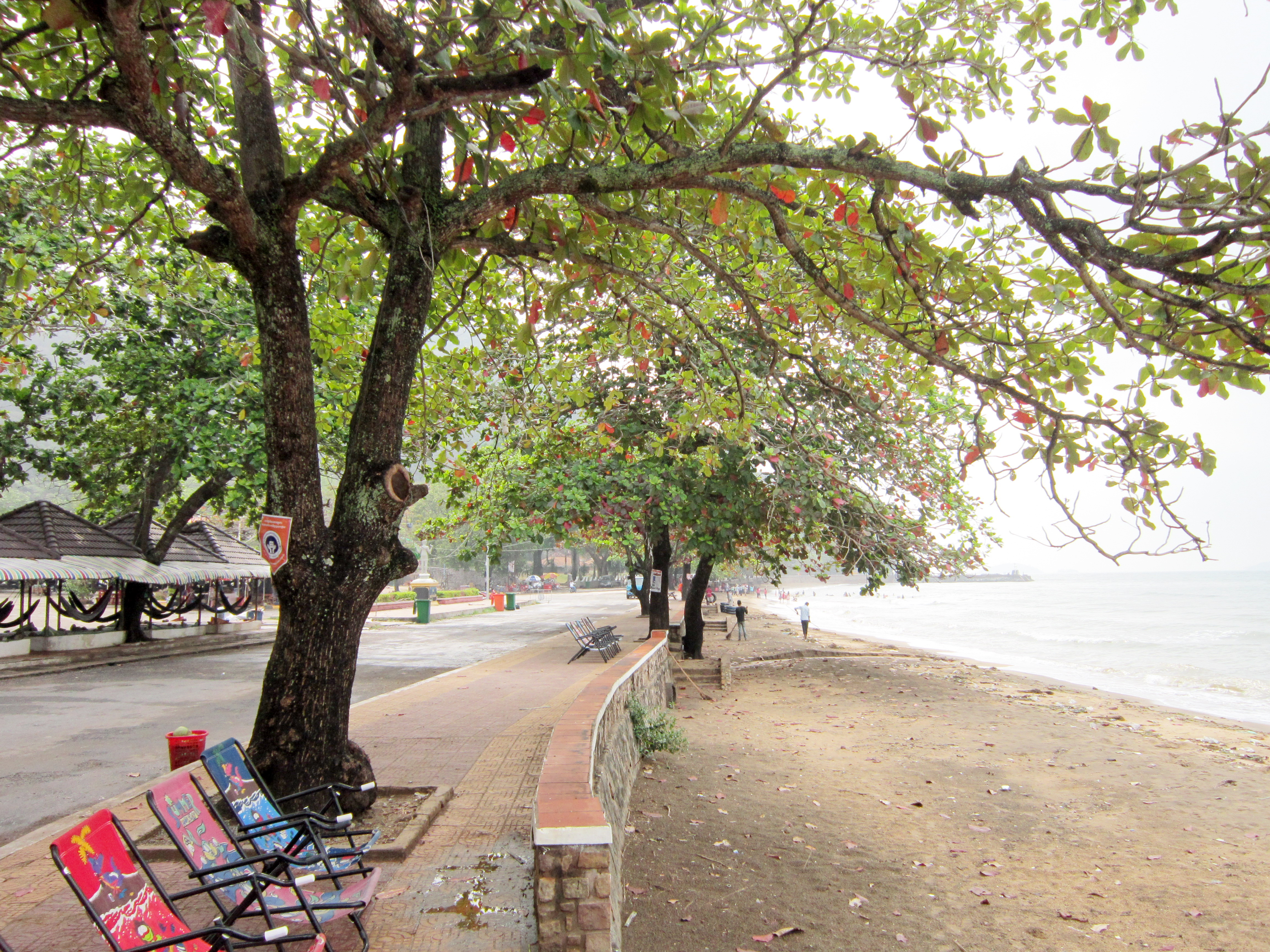
Một phong cảnh ở biển Kep.
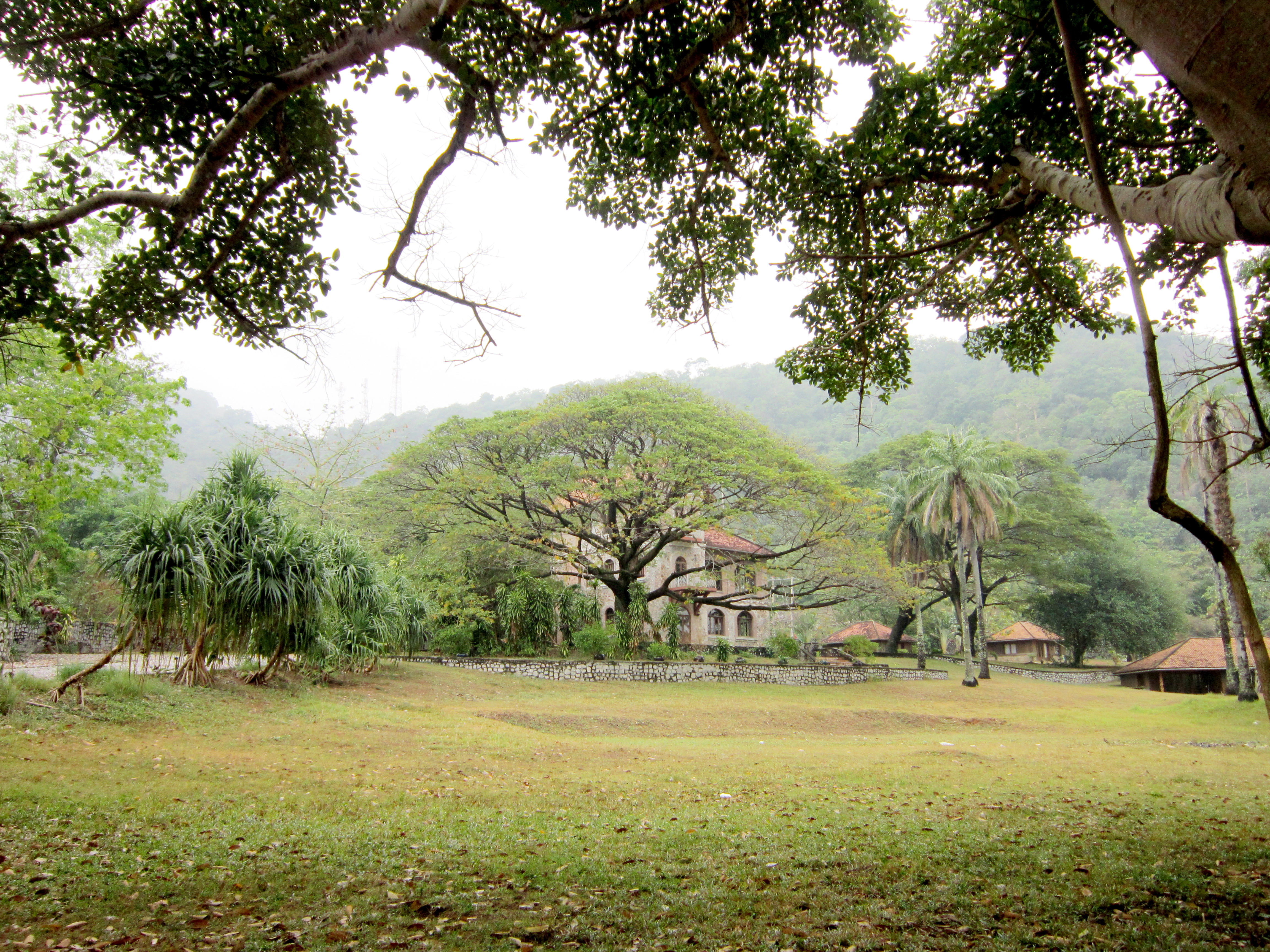
Một biệt thự ở Kep được xây dựng từ thời Pháp thuộc.